# Seiki Kuroda
Seiki Kuroda (黒田 清輝, Kuroda Seiki, Kagoshima, Província de Satsuma, (avui Prefectura de Kagoshima), Japó, 9 d'agost de 1866 - Tòquio, Japó, 15 de juliol de 1924) fou el pseudònim d'un pintor japonès i professor, conegut per portar les teories occidentals sobre l'art al vast públic japonès. Va ser un dels líders del moviment yōga (o d'estil occidental) a la pintura japonesa de finals segle xix i principis del segle xx. El seu veritable nom era Kiyoteru Kuroda.

## Biografia

### Joventut
Kuroda va néixer a Takamibaba, domini de Satsuma (actual prefectura de Kagoshima), fill d'un samurai del clan Shimazu, Kuroda Kiyokane, i la seva dona Yaeko. En néixer, el seu nom era Shintarō, però va ser canviat a Kiyoteru el 1877, quan tenia 11 anys.
Fins i tot abans del seu naixement, Kuroda va ser triat com a hereu pel seu oncle patern, Kuroda Kiyotsuna; formalment va ser adoptat el 1871, després de viatjar a Tòquio amb la seva mare biològica i la seva mare adoptiva per viure a la finca del seu oncle. Kiyotsuna era també un servidor de Shimazu. Els serveis a l'emperador Meiji en el període Bakumatsu i en la batalla de Toba-Fushimi van portar al seu nomenament a alts càrrecs del nou govern imperial, i el 1887 va ser nomenat vescomte. A causa de la seva posició, Kuroda va estar exposat a moltes de les tendències i idees de modernització que van arribar al Japó a principis del període Meiji.
Ben aviat, Kuroda va començar a aprendre l'idioma anglès en preparació per als seus estudis universitaris. Al cap de dos anys, però, va preferir canviar a l'idioma francès. Als 17 anys, es va matricular als cursos pre-universitaris en francès, com a preparació per als seus estudis de dret a la universitat. En conseqüència, quan el 1884 el seu cunyat Hashiguchi Naouemon va entrar a formar part de l'ambaixada francesa, van decidir que Kuroda l'acompanyaria a ell i a la seva esposa a París per iniciar-hi els seus estudis de dret. Va arribar a París el 18 de març de 1884, i hi romandria la següent dècada.

### Estudis a París
A principis de 1886 Kuroda tenia decidit abandonar la carrera de dret i concentrar-se en els estudis d'art. El febrer d'aquell any, Kuroda era en una festa a l'ambaixada japonesa a París; allà hi va conèixer Yamamoto Hosui i Fuji Masazo, així com el comerciant d'art Tadamasa Hayashi. Tots tres el van convèncer de dedicar-se plenament a la pintura com un occidental. Kuroda va abandonar formalment els estudis de dret l'agost de 1887. El maig de 1886 Kuroda va entrar a l'estudi de Raphael Collin, un notable pintor acadèmic que havia exposat diverses vegades al Saló de París.

### Kuroda i l'impressionisme
El 1886 Kuroda va conèixer un altre jove pintor japonès, Kume Keiichiro, que també havia entrat a l'estudi de Collin. Tots dos es van fer amics i van compartir pis. Va ser durant aquells anys que Kuroda va madurar com a pintor, seguint l'estil tradicional dels estudis d'art acadèmic i de plenairisme. El 1890 Kuroda es va traslladar de París al llogaret de Grez-sur-Loing, una colònia d'artistes que havia estat formada per pintors dels Estats Units i del nord d'Europa. Allà va trobar la inspiració en el paisatge, així com una dona jove, Maria Billault, que es va convertir en una de les seves millors models.
El 1893 Kuroda va tornar a París i va començar a treballar en la seva obra La neteja del matí, la primera obra amb un nu com a tema principal exposat mai al Japó. Aquest treball, que va ser destruït durant la Segona Guerra Mundial, va ser exposat a l'Académie des Beaux-Arts de l'Institut de France. Amb aquesta obra, Kuroda volia trencar els prejudicis que hi havia llavors al seu país d'origen pel que fa als nus.

### Retorn al Japó

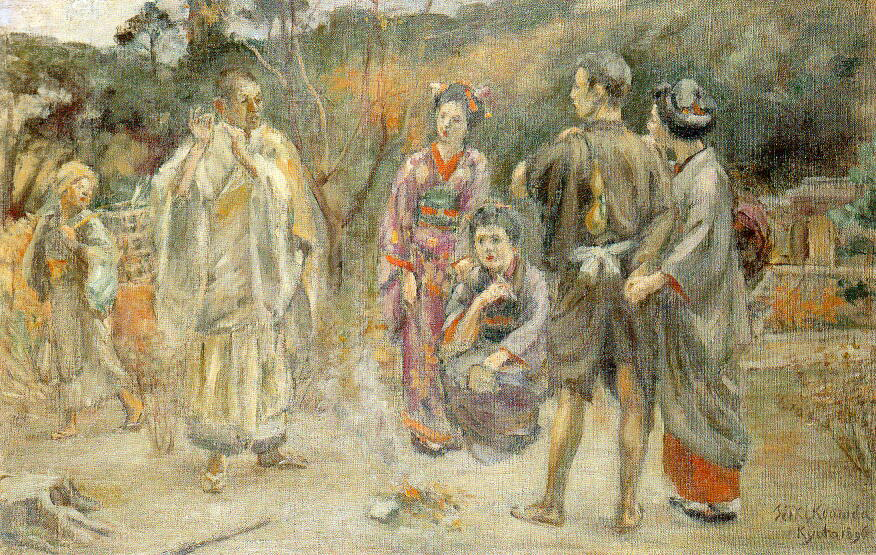
Histoire d'une ancienne romance (1896)

Kuroda va tornar al Japó el juliol de 1893. Poc després de la seva arribada va viatjar a Kyoto per impregnar-se de la cultura local, mostrant-la en obres com Una Maiko (sense data) o Histoire d'une ancienne romance (1898, destruïda). Al mateix temps, Kuroda va anar adquirint un paper cada vegada més gran com un reformador; sent un dels pocs artistes japonesos que havien estudiat a París, era dels pocs pintors qualificats per ensenyar als seus compatriotes sobre el que estava passant en el món de l'art occidental del moment. D'altra banda, Kuroda es va preparar per ensenyar pintura, passant les lliçons que havia après a una nova generació de pintors. Kuroda es va fer càrrec de l'escola de pintura fundada per Yamamoto Hosui, el Seikokan, i li va canviar el nom per Tenshin Dojo; tots dos en van ser els directors. L'escola va ser modelada en termes occidentals, i als estudiants se'ls ensenyava els fonaments de la pintura plenairista. L'estil de Kuroda de tons de color brillants destacant els canvis de llum i l'atmosfera es considera avui revolucionari al Japó.

### Carrera acadèmica

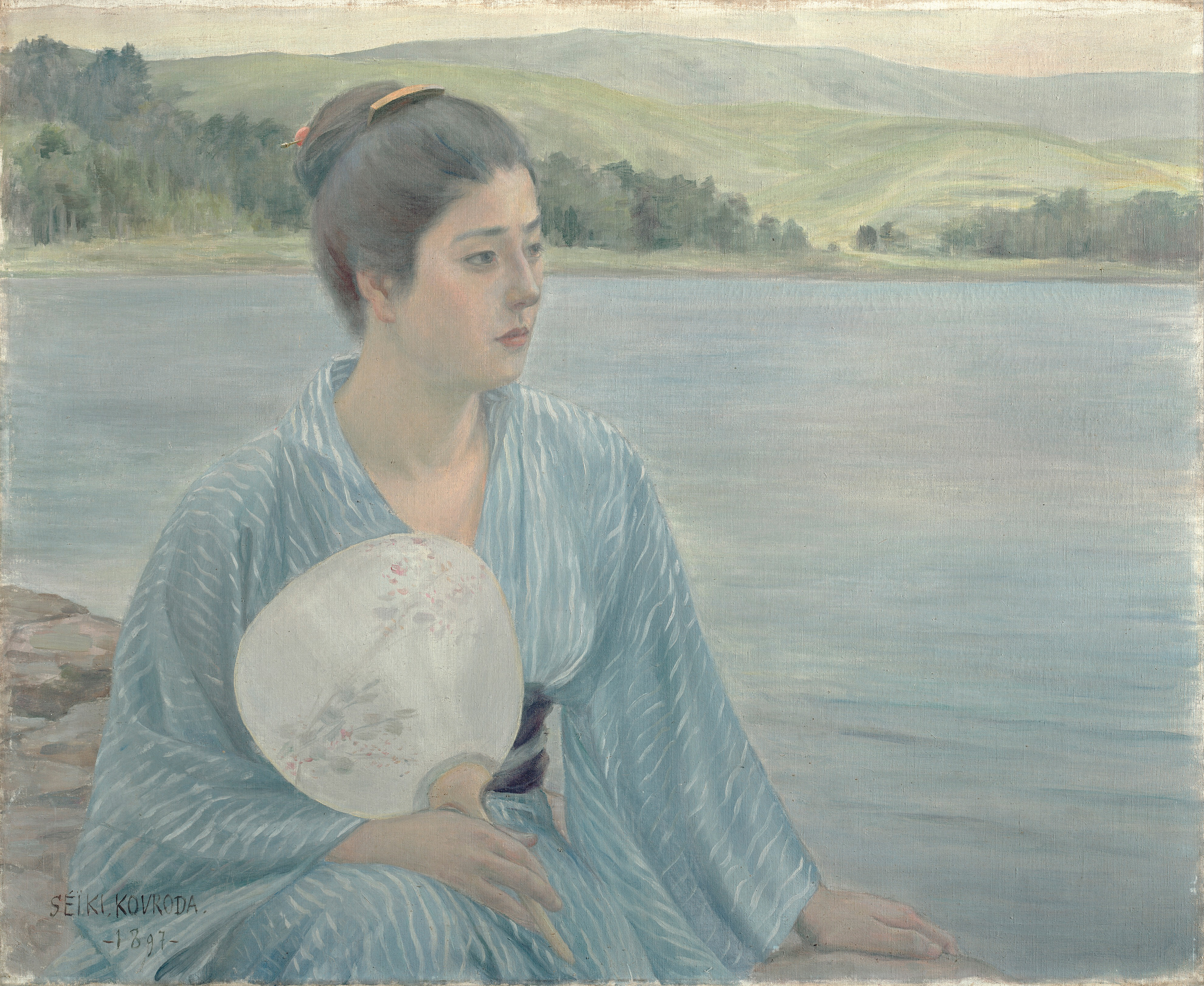
Vora al llac (1897)

El 1896 es va formar un departament de pintura occidental al Tokyo Bijutsu Gakko (el precursor de la Universitat Nacional de Belles Arts i Música de Tòquio) i se li va atorgar a Kuroda el càrrec de director. Un paper acadèmic, amb el seu èmfasi en l'estructura i la conformitat, estaven en contrast amb l'enfocament del pintor en la individualitat, però, tot i això, Kuroda va acceptar el càrrec amb entusiasme. Es va posar com a objectiu l'ensenyament de la pintura històrica, pensant que era el millor gènere que podien aprendre els seus alumnes. Durant aquella època també va pintar una de les seves obres més ambicioses, Histoire d'une ancienne romance.

### Últims anys
Kuroda estava ben considerat pel seu temps, no només pels japonesos, sinó pel món de l'art en general. El seu tríptic Saviesa, Impressió, Sentiment (acabat el 1900), juntament amb Vora al llac (1897), van ser exposats a l'Exposició Universal de París de 1900, on va guanyar una medalla de plata. El 1910, Kuroda va esdevenir pintor de cambra per la Família Imperial del Japó, convertint-se en el primer artista yōga a ser-ho. Des de llavors i fins al final de la seva vida, les seves activitats artístiques van disminuir; Kuroda va participar més en la política i l'administració que no pas en la creació de noves obres, només petites obres per a l'exhibició.

## Obres més importants
- Una Maiko (sense data)
- Oradora (1889)
- Dona fent punt (vora 1890)
- Camps deserts (Grez-sur-Loing) (1891)
- Noia pèl-roja (1892)
- Migdiada (1894)
- Vora al llac (1897)
- Histoire d'une ancienne romance (1898)
- Saviesa, Impressió, Sentiment (acabat el 1900)
- Raigs solars caient a través de les fulles (1914)
- Camps de flors (1907-1915)